# 오마 리처즈
오마 타이렐 크로퍼드 리처즈 (Omar Tyrell Crawford Richards, 1998년 2월 15일 ~ )는 잉글랜드의 축구 선수이며, 수페르리가 엘라다의 올림피아코스에서 레프트 백과 윙백으로 뛰고 있다.
2021년 5월 27일 바이에른 뮌헨은 오마 리처즈의 영입을 발표했다. 계약 기간은 4년이다.